# Fly, Hammarland
Fly är en mosse i byn Posta i Hammarland på Åland. Vattnet rinner via diken och Grundfjärdsbäcken ut i havet i Bodafjärden.
Med sina 136 hektar är Fly Ålands största torvmark. Av arealen är 72 ha skogbevuxen och 64 ha är uppodlad. Fly är ett kärr.
Fly var en gång i tiden en vidsträckt havsvik som avsnördes till en sjö som kring 1900 torkade ut. Fly ligger cirka 1 kilometer norr om Hammarlands kyrka.